# Князев, Николай Сергеевич
Николай Сергеевич Князев (род. 18 октября 1987) — российский самбист, бронзовый призёр первенства России по боевому самбо 2007 года среди молодёжи, бронзовый призёр чемпионатов России по боевому самбо 2008 и 2011 годов, мастер спорта России. Боец смешанных единоборств. Выступал в первой полусредней весовой категории (до 68 кг). Тренировался под руководством А. Г. Азаркина.

## Спортивные результаты
- III Всероссийский турнир по боевому самбо на призы Героя России, генерал-полковника Анатолия Романова 2006 года — [1];
- Первенство России по боевому самбо 2007 года — [2];
- Чемпионат России по боевому самбо 2008 года — ;
- Чемпионат России по боевому самбо 2011 года — ;

## Статистика боёв
| Результат | Рекорд | Соперник         | Способ                     | Турнир                    | Дата             | Раунд | Время | Место       | Примечание |
| --------- | ------ | ---------------- | -------------------------- | ------------------------- | ---------------- | ----- | ----- | ----------- | ---------- |
| Победа    | 1-0    | Бахмуд Ибрагимов | Сабмишном (удушение сзади) | FWR - Fights With Rules 2 | 26 мая 2011 года | 1     | 0:40  | Россия, Уфа |            |